# François-Gilles Montfort
François-Gilles Montfort (Saint-Malo, 16 de enero de 1769 - Marsella, 25 de marzo de 1826) fue un oficial naval francés.

## Carrera
Fue capitán de la fragata de 44 cañones Pauline, participando en la acción de 27 de febrero de 1809.
En 1811, estuvo a cargo de un escuadrón de la fragata que comprendía Pauline, Pomone y Persanne, con su bandera en Pauline. Los barcos estaban equipados de artillería del transbordador de Corfú a Trieste. La escuadra se enfrentó con la escuadra británica bajo el mando de Murray Maxwell, dando como resultado la Acción del 29 de noviembre de 1811 en la que Pomone y Persanne fueron capturados.
Montfort fue a una corte marcial por la pérdida de los dos barcos bajo su orden. Por su fracaso de apoyar estos barcos, su conducta fue considerada cobarde, y fue relevado de su mando.